# Stade du Pays de Charleroi
Stade du Pays de Charleroi – stadion piłkarski, położony w mieście Charleroi, Belgia. Oddany został do użytku w 1923 roku. Od tego czasu swoje mecze na tym obiekcie rozgrywa zespół Royal Charleroi S.C. Po przebudowie obiektu w 1999 roku, jego pojemność wynosi 24 891 miejsc (wszystkie siedzące).